# Unidad Ellis

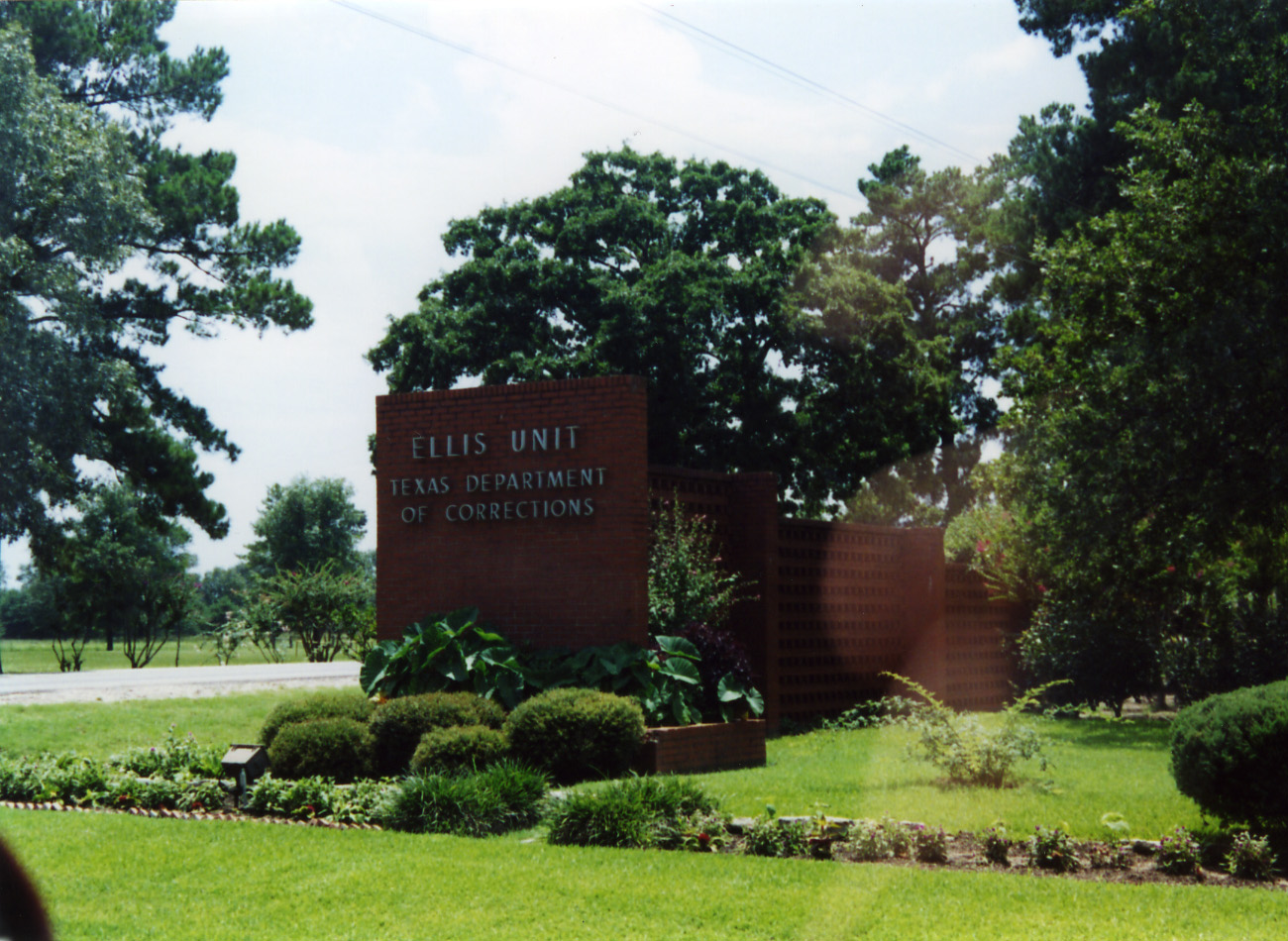
Unidad Ellis

La Unidad O.B. Ellis (O.B. Ellis Unit, E1), anteriormente la Unidad Ellis I (Ellis I Unit), es una prisión para hombres en una área no incorporada del Condado de Walker, Texas, cerca de Huntsville. Como parte del Departamento de Justicia Criminal de Texas (TDCJ por sus siglas en inglés), la unidad se abrió en el julio de 1965. Desde 1965 hasta 1999, tenía la corredor de la muerte estatal para hombres. En 1999 el corredor y sus prisioneros fueron transferidos a la Unidad Allan B. Polunsky (anteriormente la Unidad Terrell).

## Prisioneros notables
Corredor de la muerte:
- Charles Brooks - Fue ejecutado el 7 de diciembre de 1982
- Kenneth McDuff - Fue ejecutado en 1998
- Coy Wesbrook - Trasladó a la Unidad Polunsky[4] - Fue ejecutado el 7 de marzo de 2016[5]
- Marvin Lee Wilson -Trasladó a la Unidad Polunsky[6] - Fue ejecutado el 7 de agosto de 2012[7]